# Giuseppe Vanelli
Giuseppe Vanelli (Grancia, ... – Lugano, 29 aprile 1799) è stato un presbitero e giornalista svizzero-italiano.

## Biografia
Dopo essere stato ordinato sacerdote, nel 1788 viene chiamato alla direzione della Gazzetta di Lugano. Divenne rapidamente un giornale diffusissimo sia a Milano che a Venezia poiché stampava notizie e documenti politici della rivoluzione francese, richiestissimi nei due stati sottoposti alla censura austriaca. Stampò integralmente la dichiarazione dei diritti dell'uomo e del cittadino.